# Glew
Glew è una cittadina argentina del partido di Almirante Brown, nella provincia di Buenos Aires. La località è situata circa 33 km a sud di Buenos Aires, nell'area meridionale della conurbazione bonarense.

## Origini del nome
La località prende il nome da Juan Glew, proprietario terriero che donò i terreni per la costruzione della stazione attorno alla quale sarebbe sorto l'insediamento.
Per un breve periodo la città era anche nota come Cambaceres, in onore del legislatore locale, ma questo nome non fu mai ufficiale e venne abbandonato nel corso degli anni.

## Storia
Durante i primi anni di appartenenza alla neonata Argentina, i terreni della zona cambiarono spesso possessore, fino al 1857, quando furono acquisite da don Juan Glew, che costruì il primo emporio della zona e nel 1865 donò una parte del terreno per poter realizzare la ferrovia e successivamente la stazione del Ferrocarril Sud. Con la nascita di quest'ultima l'insediamento iniziò a svilupparsi, con la nascita di diverse frazioni, su tutte il primo nucleo oggi noto come Pueblo Viejo, situato tra la ferrovia e la strada principale che conduceva a Buenos Aires. Talvolta questa località fu chiamata Pueblo de Cambaceres in seguito alla morte del legislatore Antonio Cambaceres, che possedeva alcuni appezzamenti della zona. Nel corso degli anni, la località crebbe in un insieme di piccole fattorie e caseifici.
Successivamente la zona ad est della stazione diede origine al cosiddetto Pueblo Nuevo de Glew, che divenne la zona commerciale, e il conseguente aumento della popolazione spinse alla fondazione della scuola Rivadavia nel 1905, anno in cui fu edificata anche la prima cappella della zona, promossa dalla famiglia Calvo.
In seguito alla prima guerra mondiale il flusso migratorio portò nella località una nutrita comunità tedesca che si stabilì a Glew, similmente nel 1960 fu la volta di alcune famiglie giapponesi che allargarono la comunità cittadina. La crescita della località le permise nel 1975 di essere ufficialmente riconosciuta come città, unendosi al neonato partido di Almirante Brown.
La località prende il nome da Juan Glew, che nel 1865 donò alcuni terreni per il prolungamento della ferrovia e la costruzione di una stazione. Una volta completati i lavori di costruzione iniziò a sorgere un villaggio inizialmente chiamato Pueblo de Cambaceres.

## Monumenti e luoghi di interesse
Di particolare rilevanza è la cappella Santa Ana, inaugurata nel 1905 e che custodisce un piccolo tesoro della pinacoteca argentina: gli affreschi che Raúl Soldi lasciò alla città e che diedero la possibilità di stabilire la mostra permanente della Fundación Soldi. Questa espone circa 60 opere, tra oli, disegni e incisioni, che coprono l'intera carriera dell'artista tra il 1927 e il 1978.
La biblioteca principale della città è la biblioteca popolare Pablo Rojas Paz, inaugurata ufficialmente il 22 marzo 1969. L'edificio in cui sorge fu donato dallo stesso artista Raúl Soldi, e fu intitolata allo scrittore Pablo Rojas Paz, grande amico di Soldi.

## Infrastrutture e trasporti

### Ferrovie
Glew è servita da una propria stazione ferroviaria posta lungo la linea suburbana Roca che unisce le località del sud dell'area metropolitana bonaerense con Buenos Aires.